# Tetracheilostoma carlae
Tetracheilostoma carlae, též známý jako Leptotyphlops carlae, případně pro absenci českého pojmenování pod anglickým jménem jako Barbados threadsnake, je nejmenší had na světě. Patří do čeledi slepanovitých.

## Objev
Tento had byl jako samostatný druh poprvé popsán v roce 2008 herpetelogem S. B. Hedgesem z Pensylvánské univerzity. Hedges nový druh pojmenoval podle své ženy Carly Ann Hassové, která byla součástí herpatologického výzkumného týmu. Záznamy o tomto hadu existovaly ve sbírkách londýnského Natural History Museum a v kalifornském muzeu, ale byly neprávně identifikovány jako jiný již známý druh. Předpokládá se, že dospělý jedinec Tetracheilostoma carlae se velmi blíží hranici minimální velikosti hada, protože hadí mláďata musí mít při vylíhnutí určitou velikost, aby sehnala potravu; menší had podle vědců ani nemůže existovat.

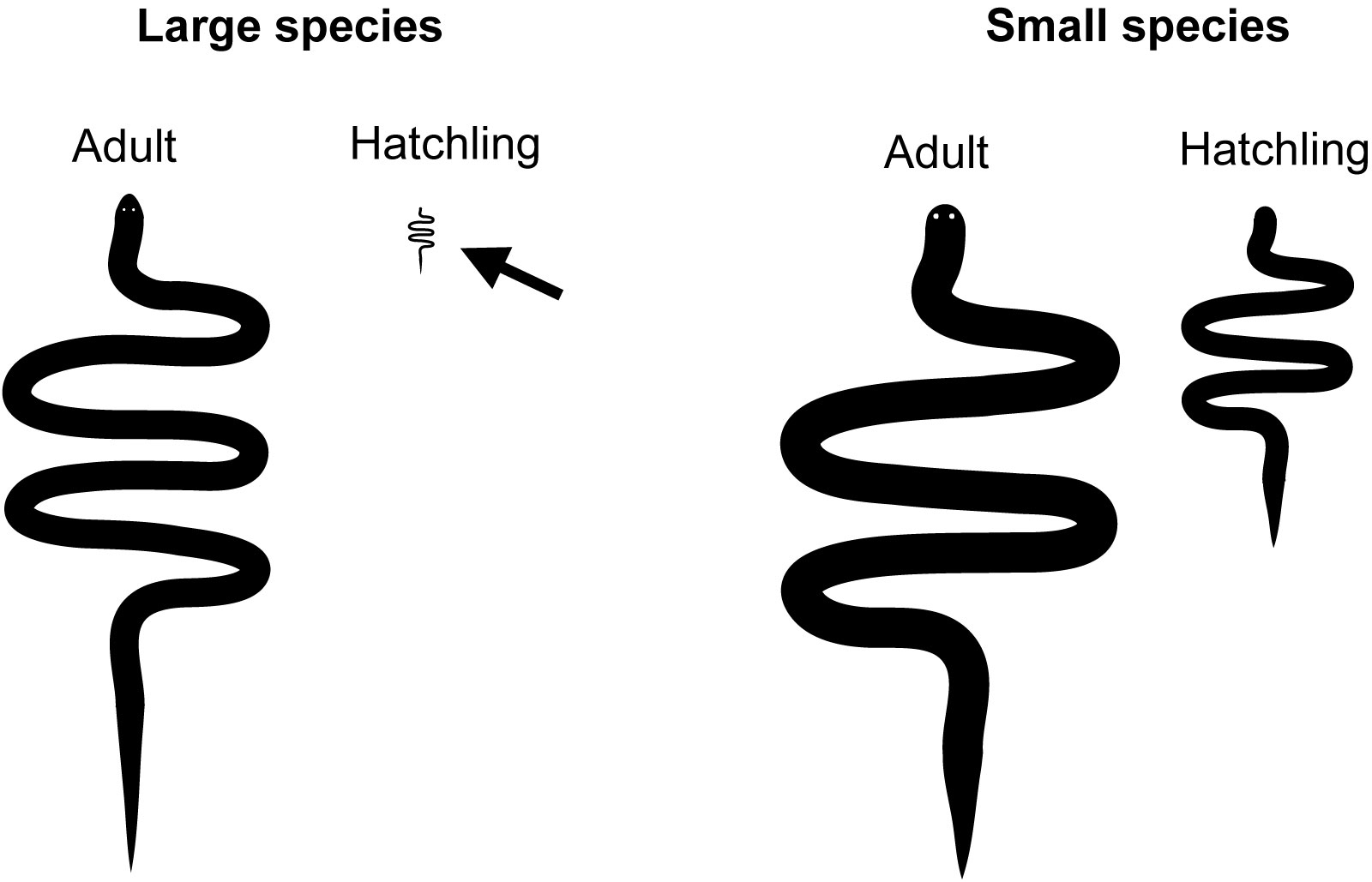
Velikost dospělých jedinců a mláďat velkých druhů hadů (vlevo) ve srovnání s malými druhy (vpravo).

## Vzhled
Jedná se o nejmenší druh hada na světě. Průměrná délka dospělých jedinců Tetracheilostoma carlae je přibližně 10 cm (3,94 palce); největší dosud nalezený jedinec měřil 10,4 cm (4,09 palce). Podle obyvatel ostrova Barbados jsou tito malí hadi širocí jako špageta. Nově vylíhlá mláďata mají asi poloviční délku oproti dospělým.
Předpokládá se, že se Tetracheilostoma carlae živí především termity a mravenci.
Samice snáší najednou pouze jedno velké vejce.

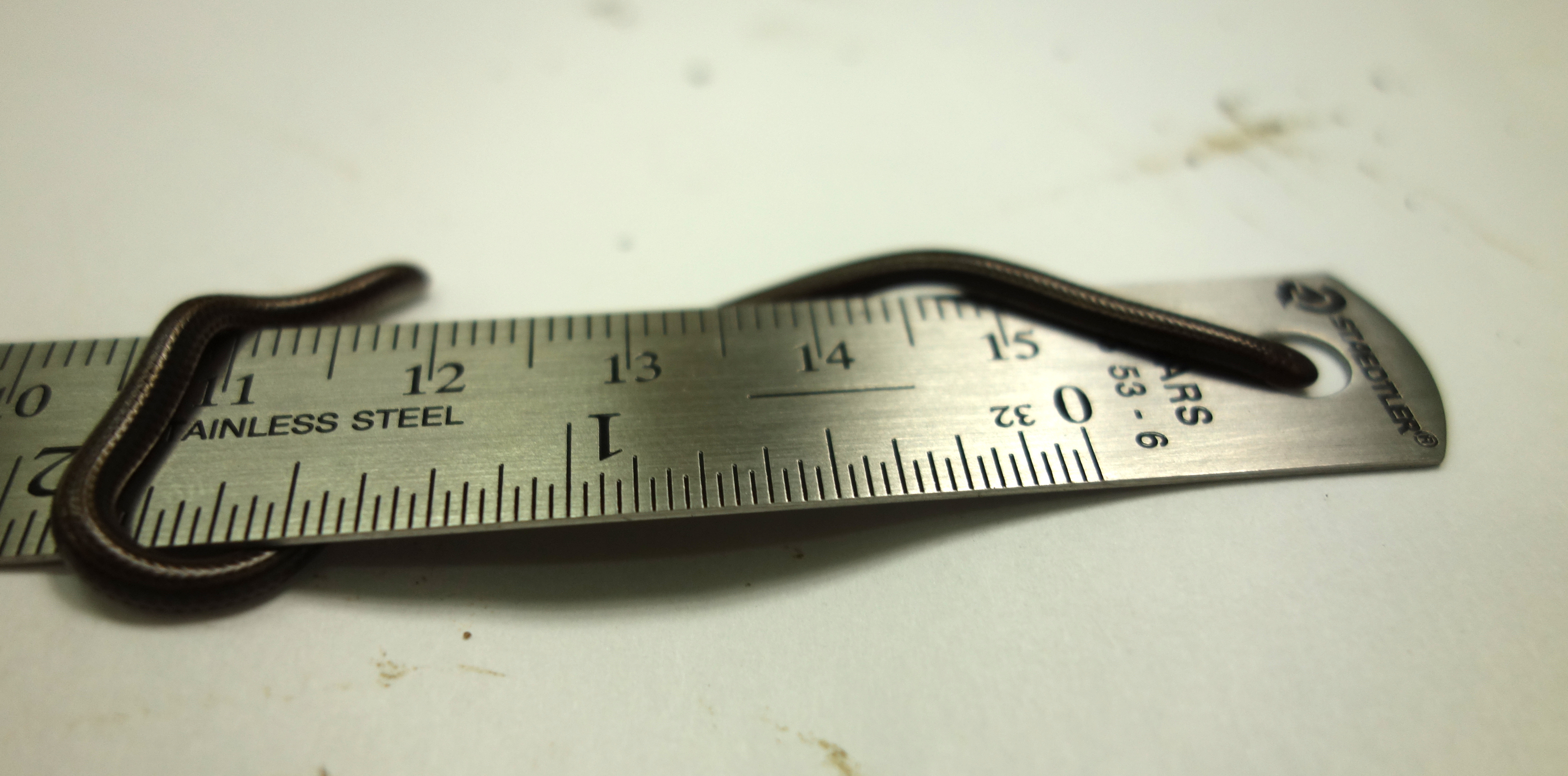
Tetracheilostoma carlae

## Výskyt

Ostrov Barbados

Tetracheilostoma carlae obývá hlavně karibský ostrov Barbados. Zaznamenán byl i na karibských tropických ostrovech Antigua a Barbuda, ale není jisté, zda šlo opravdu o tento druh, nebo pouze o druh příbuzný, takže se zatím předpokládá, že Tetracheilostoma carlae je endemický živočich.

## Ochrana
O ekologii tohoto druhu, stejně jako o počtu jedinců a rozšíření, je známo jen málo. Na ostrově Barbados nezbývá téměř žádné původní zalesnění, tento druh je na jeho zbytcích pravděpodobně závislý, protože, jak svědčí archeologické nálezy, se v lesním prostředí vyvinul. Zdá se, že had je rozšířen jen na východní části ostrova a budoucnost druhu je, i proto, že vědcům chybí informace o životě druhu Tetracheilostoma carlae, na kterých by mohli vystavět funkční plán na ochranu, velmi nejistá a had je zařazen na červeném seznamu ohrožených druhů IUNC jako kriticky ohrožený.